# Ulvi (Vorname)
Ulvi ist ein türkischer männlicher Vorname arabischer Herkunft mit der Bedeutung „hoch(gestellt), edel(mütig)“. Die weibliche Form des Namens – mit derselben Bedeutung – lautet Ulviye.

## Namensträger
- Ulvi Arslan (* 1950), türkisch-deutscher Geotechniker und Hochschullehrer
- Ulvi Cemal Erkin (1906–1972), türkischer Komponist
- Ulvi Güveneroğlu (* 1960), türkischer Fußballspieler und -trainer
- Hasan Ulvi Vural (* 1973), türkischer Fußballspieler